# 핀 크리스티안 야게
핀 크리스티안 야게(노르웨이어: Finn Christian Jagge, 1966년 4월 4일~2020년 7월 8일)는 노르웨이의 알파인 스키 선수이다. 1990년대 노르웨이를 신흥 알파인 스키 강호로 거듭나게 한 주역 중 한 사람으로 오랫동안 국가대표로 활동하여 올림픽 4회, 세계 선수권 대회 8회 참가하였다. 1992년 동계 올림픽에서 회전 부문에서 금메달을 획득하였고 알파인 스키 월드컵에서 7번 우승했으며, 2000년에 은퇴했다.

## 경력
베룸에서 태어났다. 아버지 리브 야게도 알파인 스키 선수로 활동했으며, 1960년과 1964년 동계 올림픽에 노르웨이 국가대표로 출전했다. 어머니인 핀 다그 야게는 테니스 선수였다. 
1984년에 미국 슈거로프에서 열린 1984년 세계 주니어 선수권 대회에 출전하여 대회전 종목과 복합 종목에서 동메달을 획득했다. 이듬해에 19세의 나이로 노르웨이 성인 국가대표로 발탁되어 1985년 1월에 이탈리아 보르미오에서 열린 1985년 세계 선수권 대회에 출전하였으며, 당시 출전한 회전 종목에서 15명의 선수 중 최하위인 15위를 기록하였다. 이듬해인 1986년 2월에 스웨덴 오레에서 열린 월드컵을 통해 자신의 첫 월드컵 출전을 이뤘으며, 회전 부문 7위를 기록했다. 1987년 1월에 스위스 크랑몬타나에서 열린 1985년 세계 선수권 대회에 노르웨이 국가대표로 참가하였으며, 회전 종목에 출전하여 7위를 기록하였다. 같은 해에 이탈리아에서 열린 월드컵 2개 대회(세스트리에레, 마돈나디캄필리오)에 출전하여 각각 15위, 13위를 기록했다. 1988년 1월에는 오스트리아 리엔츠에서 열린 월드컵에서 회전 부문 11위를 기록했다. 같은 해 2월에 21세의 나이로 캐나다 캘거리에서 열린 1988년 동계 올림픽에 노르웨이 국가대표로 참가, 5개 종목 전부 출전하여, 활강 부문 35위, 복합 부문 9위를 기록했고 나머지 종목은 완주에 실패했다. 올림픽 직후에는 노르웨이 오프달에서 열린 월드컵 회전 부문에서 14위를 기록했다.
1989년 1월에는 미국 베일에서 열린 1989년 세계 선수권 대회에 참가하여, 회전 부문에서 13위를 기록하였다. 같은 해에 세스트리에레에서 열린 월드컵 회전 부문에서 15위를 기록했다. 이듬해인 1991년 1월에 오스트리아 키츠뷔엘에서 열린 월드컵에서 12위를 기록했으며, 오스트리아 잘바흐힌터글렘에서 열린 1991년 세계 선수권 대회에 노르웨이 국가대표로 출전하여, 회전 부문 8위를 기록하였다. 그해 12월 10일에는 세스트리에레에서 열린 월드컵에 출전하여 회전 부문에서 이탈리아의 알베르토 톰바의 뒤를 이어 2위를 하여, 첫 입상인 준우승을 기록했고, 17일에는 마돈나디캄필리오 월드컵에서 톰바와 스웨덴의 토마스 포그되를 제치고 생애 첫 우승을 기록했다.
이듬해인 1992년 1월 15일 유고슬라비아 크란스카고라에서 열린 월드컵에 출전하여, 톰바와 독일의 아르민 비트너의 뒤를 이어 3위를 기록했고 3번의 월드컵에 출전한 후 프랑스 알베르빌에서 열린 1992년 동계 올림픽에 참가하였다. 그는 회전 부문에서 전 대회 우승자인 톰바를 극적으로 제치며 회전 종목 첫 노르웨이 올림픽 금메달리스트가 되었고, 톰바가 은메달, 3위로 들어온 오스트리아의 미하엘 트리처가 동메달을 획득했다. 이로서 야게는 1952년 동계 올림픽 대회전 우승자인 스테인 에릭센과 6일 전에 같은 대회 슈퍼대회전 부문에서 우승을 차지한 20세의 셰틸 안드레 오모트의 뒤를 이어 노르웨이 역사상 세번째로 올림픽 알파인 스키 우승자가 되었다. 
올림픽의 영광으로부터 한 달 후에는 크랑몬타나 월드컵에 출전하여, 톰바와 스위스의 파울 아콜라의 뒤를 이어 3위를 기록하였다. 이후 발디제르, 마돈나디캄필리오, 가르미슈파르텐키르헨, 비조나에서 열린 월드컵에 출전했으나 입상권에는 들지 못했으나 톰바와 아콜라의 뒤를 이어 1992년 월드컵 시리즈 회전 부문 전체 3위에 오르는 업적을 세웠다. 1993년 2월에는 일본 모리오카에서 열린 1993년 세계 선수권 대회에 출전하여 회전 부문 7위를 기록했다. 같은 해에 미국 파크시티에서 열린 월드컵에서 오스트리아의 토마스 슈탕가싱거와 슬로베니아의 유레 코시르의 뒤를 이어 3위를 기록하고, 크란스카고라에서 월드컵에서는 노르웨이의 올레 크리스티안 푸루세트와 스웨덴의 포그되를 제치고 금메달을 차지했다. 이듬해인 1994년 자국 노르웨이 릴레함메르에서 열린 1994년 동계 올림픽에 회전 부문에 출전하여 6위를 기록하였다. 릴레함메르 올림픽 직후 유로파컵과 여러 월드컵에 출전했으나 별다른 성적을 내지 못했고 1995년 시즌에는 가르미슈파르텐키르헨, 방겐, 후라노, 보르미오, 마돈나디캄필리오, 플라하우, 크란스카고라, 비조나에서 열린 여러 월드컵에서 실패를 맛봤다.
1996년 스페인 시에라네바다에서 열린 1996년 세계 선수권 대회에서 복합 부문에서 8위를 기록했으며, 주 종목인 회전 부문에서는 완주에 실패했다. 이후에도 1997년 1월 12일에 프랑스 샤모니에서 열린 월드컵에서 복합 경기 4위를 한 것을 제외하면 월드컵에서 저조한 성적을 보였으며, 세스트리에레에서 열린 1997년 세계 선수권 대회에서도 입상에 실패했으나 1997년 3월부터 다시 기량을 회복하여 일본 시가 고원에서 열린 월드컵에서 슈탕가싱거의 뒤를 이어 준우승을 했고, 15일에는 베일 월드컵에서 슈탕가싱거와 톰바를 누르고 3년 만에 월드컵 우승을 차지했다. 그 해 11월에는 파크시티 월드컵에서 슈탕가싱거와 아이슬란드의 크리스틴 비외르든손의 뒤를 이어 3위를 기록하고, 12월 15일에는 세스트리에레에서 열린 월드컵에서 오스트리아의 토마스 지코라와 노르웨이의 한스 페테르 부로스를 제치고 우승을 차지했다. 이듬해인 1998년에는 일본 나가노에서 열린 1999년 동계 올림픽에 출전하여 회전 부문에서 7위를 했으며 복합 부문에는 완주에 실패했다. 이후 3월에 대한민국 평창에서 열린 월드컵에 출전하여 푸루세트의 뒤를 이어 은메달을 획득했다. 같은 해 3월 15일에는 크랑몬타나에서 열린 월드컵에 참가, 톰바와 부로스의 뒤를 이어 3위를 기록했으며, 12월 14일에는 세스트리에레 월드컵에 출전하여 슈탕가싱거와 코시르를 누르고 1년 만에 월드컵 금메달을 획득했다.
이듬해인 1999년 12월 21일에는 크란스카고라에서 열린 월드컵에서 5위를 기록하고, 2월 28일에는 독일 오프터슈방에서 열린 월드컵에서 슈탕가싱거와 셰틸 안드레 오몬트를 제치고 통산 6번째 월드컵 우승을 기록하였다. 그 해 11월에는 북아메리카컵에 참가했으나 입상에 실패했다. 12월 13일에는 마돈나디캄필리오에서 열린 월드컵에 참가하여 오스트리아의 베냐민 라이히와 슈탕가싱거를 제치고 생애 마지막 월드컵 우승을 이뤘다. 이 우승 이후 야게는 샤모니, 벵겐, 베스텐도르프, 키츠뷔엘, 토트나우, 아델보덴, 평창, 슐라트밍 등지에서 열린 월드컵에 출전했으나 큰 수확을 내지 못했고, 2000년 3월 9일에 슐라트밍 월드컵에서 회전 부문 22위를 기록한 것을 마지막으로 은퇴했다. 
선수 은퇴 후에는 노르웨이의 통신 회사인 루도에서 일했다. 2011년에는 노르웨이 방송 협회 주관 체육인 수상 텔레비전 프로그램인 <메스테르네스 메스테르>에서 1위 수상인으로 선정되었다. 
2020년 7월 8일 오슬로에서 중병으로 사망했다. 그의 죽음은 야게의 아내인 트리네가 페이스북을 통해 공개했다.

## 성적

### 올림픽
| 년도 | 대회일   | 장소       | 종목       | 결과 | 메달 | 우승자             |
| ---- | -------- | ---------- | ---------- | ---- | ---- | ------------------ |
| 1988 | 2월 15일 | 캘거리     | 활강       | 35위 | -    | 피르민 추어브리겐  |
| 1988 | 2월 17일 | 캘거리     | 복합       | 9위  | -    | 후베르트 슈트롤츠  |
| 1988 | 2월 21일 | 캘거리     | 슈퍼대회전 | DNF  | -    | 프랑크 피카르      |
| 1988 | 2월 25일 | 캘거리     | 대회전     | DNF  | -    | 알베르토 톰바      |
| 1988 | 2월 27일 | 캘거리     | 회전       | DNF  | -    | 알베르토 톰바      |
| 1992 | 2월 22일 | 알베르빌   | 회전       | 1위  |      | 본인               |
| 1994 | 2월 27일 | 릴레함메르 | 회전       | 6위  | -    | 토마스 슈탕가싱거  |
| 1998 | 2월 13일 | 나가노     | 복합       | DNF  | -    | 마리오 라이터      |
| 1998 | 2월 21일 | 나가노     | 회전       | 7위  | -    | 한스 페테르 부로스 |